# 免疫遗传学 (期刊)
《免疫遗传学》（英語：Immunogenetics）是一个关于免疫遗传学的同行評審科学期刊，研究免疫系统和遗传之间的关系。本期刊出版关于免疫细胞的相互作用；组织分化的免疫遗传学；同种抗原与免疫反应发展史，免疫反应和疾病易感性的遗传控制和同种抗原的生物化学性质等领域的研究论文、短评和评论。
《免疫遗传学》在1974年12月首次出版，在当时是年刊，在1981年五月改为月刊，根据汤森路透2011年的期刊引证报告中，其影响因子为2.934。当前的总编辑为 Ronald E. Bontrop，是乌特勒支大学的理论生物学和生物信息学教授。
《免疫遗传学》是一个混合开放获取期刊可通过 Springer Open Choice 获取。